# دن خوآن ماتئوس
دُن خوآن ماتئوس (به انگلیسی: Don Juan Matus) شخص اصلی در مجموعه کتاب‌های جادوگری ناوال نوشته کارلوس کاستاندا می‌باشد.
در این کتاب‌ها خوآن ماتیوس به عنوان یک سرخپوست یاکی توصیف شده‌است که برای اولین بار کاستاندا را در یک ایستگاه اتوبوس در یوما، آریزونا در اوایل ۱۹۶۰ ملاقات کرده‌است و مشخص شد او به یک مرد حکیم که بیشتر دانش و روشن بینی خود را از طریق ارتباط با کاستاندا به او منتقل کرده‌است. این دانش و حکمت از طریق تجارب عملی و تمرین‌های ساده و همچنین صبوری هر دو طرف حاصل شده‌است که نهایتاً منجر به تغییر دیدگاه‌های هر دو نفر نسبت به جهان پیرامون شده‌است.
اگر چه کارلوس کاستاندا هرگز از خوآن متیوس به عنوان یک شمن یاد نکرد با این حال هویت واقعی دُن خوآن به وسیلهٔ تعداد انگشت شماری از منتقدان مورد بحث است و ادعا می‌کنند شیوه‌ها و باورهای کارلوس کاستاندا با هویت مورد ادعای او به عنوان شمن سرخپوست یاکی همخوآنی ندارد. در سفر به ایختلان، از خوآن ماتیوس نقل شده‌است که:
هیچ کس نمی‌داند که من واقعاً اهل کجا هستم یا من واقعاً چه کسی هستم.
 بنابراین این اظهارات و ادعاها در مورد اصل و ریشه دُن خوآن بی‌اساس هستند.

## در کاستاندا
صرف نظر از اینکه آیا در کتاب‌های کاستاندا دُن خوآن یک شخصیت ساختگی است یا یک انسان واقعی سوژه مطالعه‌های کاستاندا، خوآن به کارلوس می‌گوید که وی یک "بروخو" است.  یک شفاگر، ساحر یا شمن، که احتمالاً از اجداد و استادان پیشین خود روش‌های کهن امریکای میانه را برای افزایش آگاهی و تعامل با انرژی زمین و موجودات گوناگون آن به ارث برده‌است.
در کتاب‌ها آمده که دُن خوآن در کشت و استفاده از گیاهان روانگردان مختلف (به‌طور خاص، قارچ‌های روانگردان، داتوره و کاکتوس مسکال) که در بیابان‌های مکزیک یافت می‌شده‌اند تبحر داشته‌است. وی از این گیاهان برای رسیدن کاستاندا به حالات غیرعادی آگاهی در حین تعلیم استفاده می‌کرد.
در کتاب‌ها، دُن خوآن به عنوان پیرمردی مجرد، از سرخپوست‌های یاکی با اصل و نسب بومی، با قدرت و چابکی زیاد و کسی که بسیار عالی اسپانیا صحبت می‌کرده معرفی شده‌است، اینکه هرگز به کالج نرفته و ظاهراً تمام عمر خود را فقیر زندگی کرده‌است. فلسفه دُن خوآن در چند سطری از اولین کتاب کاستاندا آمده‌است.
برای من  سفر تنها  یعنی  رفتن  در مسیری  که قلب (روح) دارد، در هر راهی که ممکن است قلب داشته باشد.  در این صورت سفر می‌کنم، من تنها به جایی سفر می‌کنم که پیمودن تمام مسیر چالشی ارزشمند باشد و در این صورت  من سفر می‌کنم و با نهایت اشتیاق می‌بینم.

## کتاب‌های کاستاندا که دُن خوآن را به تصویر می‌کشند
- تعالیم دُن خوآن: راه دانش سرخپوست یاکی (۱۹۶۸) شابک ‎۰−۵۲۰−۲۱۷۵۷−۸
- حقیقتی دیگر: گفتگوهای بیشتر با دُن خوآن (۱۹۷۱) شابک ‎۰−۶۷۱−۷۳۲۴۹−۸
- سفر به ایختلان: درس‌هایی از دُن خوآن (۱۹۷۲) شابک ‎۰−۶۷۱−۷۳۲۴۶−۳
- افسانه قدرت (۱۹۷۴) شابک ‎۰−۶۷۱−۷۳۲۵۲−۸
- دومین حلقه قدرت (۱۹۷۷) شابک ‎۰−۶۷۱−۷۳۲۴۷−۱
- هدیه عقاب (۱۹۸۱) شابک شابک ‎۰−۶۷۱−۷۳۲۵۱-X
- آتش درون (۱۹۸۴) شابک ‎۰−۶۷۱−۷۳۲۵۰−۱
- قدرت سکوت: درس‌های بیشتر از دُن خوآن (۱۹۸۷) شابک ‎۰−۶۷۱−۷۳۲۴۸-X
- هنر رویابینی (۱۹۹۳) شابک ‎۰−۰۶−۰۹۲۵۵۴-X
- جنبه اثرگذار بی نهایت
- چرخ زمان

## در آثار بعدی
در نوشته‌های ، Taisha Abelar، Florinda Donner و ماتیوس لوجان ، شخصیت دُن خوآن ماتیوس شرح داده شده‌است ، اگر چه او با نام‌های مستعار مختلفی از جمله ماریانو آرلیانو معرفی شده‌است. در همه این کتاب‌ها ، دُن خوآن ماتئوس یک ناگوال است، کسی که رهبر گروهی از کار ورزان در طریقت معرفت باطنی است.